# São Cristóvão de Lafões
São Cristóvão de Lafões is een plaats (freguesia) in de Portugese gemeente São Pedro do Sul en telt 231 inwoners (2001).